# Детский тип шизофрении
Де́тский тип шизофрени́и или де́тская шизофрени́я — шизофрения, манифестирующая в детском возрасте, при которой могут присутствовать такие же симптомы, как и у взрослой шизофрении: бред, галлюцинации, дезорганизованая речь, кататоническое поведение и «негативные симптомы» (например, уплощённый аффект).

## История
Первые работы о детских психозах, сходных с «dementia praecox» (лат. «раннее слабоумие»; было заменено на «шизофрению» Эйгеном Блейлером в 1908 году) открытым Э. Крепелином, появились в начале XIX века. Итальянский психиатр Санте де Санктис (1862—1935) описал детский психоз dementia praecocissima (лат. «раннее слабоумие») в 1905 году, исход которого также был в слабоумие. Описанный Санте де Санктис было детским dementia praecox. Согласно Санте де Санктису, это психическое состояние характеризуется присутствием кататонии. Филип Бромберг считает, что «dementia praecocissima» в некоторых случаях неотличима от детской шизофрении, и Лео Каннер полагал, что «dementia praecocissima» включает в себя множество патологических состояний.
Немецкий психиатр Юлиус Рекке (1872—1930) выделял детские психозы с кататоническими расстройствами, которые относил к раннему слабоумию. В 1909 году Рекке сделал отчёт о 10 случаях кататонии у детей. Он работал в психиатрической и неврологической больнице Кильского университета. Кататония происходила у детей в его больнице. Кататонические симптомы были такими же, как ему описывались ранее доктором Карлом Людвигом Калбаумом. Для Raecke наиболее характерными для кататонии симптомами были: стереотипии, нелепые побуждения, слепая апатия и импульсные двигательные извержения. Он также наблюдал отказ от пищи (негативизм), ступор с мутизмом, нечистоплотность, признаки восковой гибкости и немотивированного эксцентризма, глупое и детское поведение.
Ещё одним исследователем является Карл Пёниц (1888—1973) из Лейпцига, который опубликовал в 1913 году статью «ранняя кататония». Эта статья была о мальчике с двенадцатилетнего возраста, у которого была «типичная кататония», а также он испытывал симптомы шизофрении. Это типичный случай детской кататонической шизофрении.
Теодор Хеллер (1869—1938) обнаружил новый синдром dementia infantilis (с латинского «детского безумия») в 1909 году. В современном МКБ-10 «синдром Хеллера» классифицируется под рубрикой F84.3 как «другое дезинтегративное детское расстройство».
В Российской империи в 1891 году детская шизофрения у ребёнка 10 лет впервые описана С. Н. Данилло.
Западные и российские исследователи, включая А. Н. Бернштейна, в своих работах ещё 1910—1920-е годы доказали возможность развития шизофрении у детей с параноидными, гебефреническими и кататоническими расстройствами.
В 1937 году была выпущена монография Сухаревой «Клиника шизофрении у детей и подростков». В основе труда лежало 406 случаев, но только 21 % случаев приходилось на детскую шизофрению, остальные 79 % на шизофрению юношеского возраста.

## Возраст
В МКБ-9, адаптированном для использования в СССР, указывалось требование возраста для постановки диагноза: до 14 лет включительно. По другим данным, детский тип шизофрении расценивается таковым до 12—15 лет. В американском психиатрическом руководстве по расстройствам шизофренического спектра указан возраст детской шизофрении: до 13 лет («very early onset schizophrenia» (VEOS) «очень раннее начало шизофрении» и «childhood-onset schizophrenia» (COS) «начало шизофрении в детстве») только признаются детским типом шизофрении.
В работах Т. П. Симеон, Е. С. Гребельской, В. П. Кудрявцевой была показана возможность возникновения шизофрении в очень раннем возрасте (даже в 2 года).

## Основная информация
Шизофрения характеризуется тяжёлыми психотическими симптомами, такими как галлюцинации, бред, расстройство мышления, дезорганизованное поведение, неадекватный или уплощённый аффект. Чаще всего у детей, страдающих детской шизофренией, встречаются именно слуховые галлюцинации (около 80 % случаев при наступлении болезни до 11 лет). У 40—60 % детей — зрительные галлюцинации, расстройства мышления и бред. Нарушение логического мышления, галлюцинации и бред с трудом диагностируются у больных в возрасте до 7 лет. Г. Е. Сухарева общими характеристиками детских шизофренических психозов считала аутизм, изменение аффекта в сторону монотонности и утрату единства личности.
Слуховые галлюцинации являются наиболее распространёнными «позитивными симптомами» у детей. Позитивные симптомы — это бред, галлюцинации, расстройства мышления и так далее. Слуховые галлюцинации ребёнка могут проявляться как «голоса», которые разговаривают друг с другом или непосредственно с самим больным. Многие дети со слуховыми галлюцинациями считают, что, если они не прислушиваются к голосам, голоса будут вредить им или кому-то ещё. Тактильные и зрительные галлюцинации относительно редки. Дети часто приписывают галлюцинаторные голоса различным существам: членам семьи, другим людям, злым силам («Дьяволу», «ведьме», «духу»), животным, персонажам из фильмов ужасов (Кровавая Мэри, Фредди Крюгер) и менее чётко узнаваемым источникам («плохим вещам», «шёпотам»). Императивные галлюцинации были обнаружены у более 50 % больных в ходе исследования в Детском психиатрическом стационарном отделении больницы Центра Бэллвью. Голоса повторяли: «убей кого-нибудь!», «убей её, убей!». Бред был обнаружен более чем у половины детей с шизофренией, но он обычно менее сложен, чем у взрослых. Бред часто связан с галлюцинаторными переживаниями. В исследовании бреда в большинстве своём наблюдался бред преследования, но некоторые дети сообщали о бреде овладения. Многие говорили, что они подвергались пыткам со стороны существ, вызывающих зрительные и слуховые галлюцинации, некоторые думали, что если они не послушают эти голоса, то им будет нанесён вред.
Некоторая степень расстройства мышления наблюдалась в контрольной группе детей в больнице Бэллвью. Они проявляли нелогичность, резонёрство (серьёзное нарушение в процессе ассоциативного мышления) и случайность ассоциаций.
Для диагностики шизофрении у детей можно использовать те же критерии шизофрении, что и для взрослых. Шизофрения у детей и взрослых большинством психиатров рассматривается как единое заболевание. Психотические симптомы при детском типе шизофрении те же, что и у взрослых, но отличаются рудиментарностью, мимолётностью клинических проявлений. Продуктивная симптоматика менее разнообразна, чем у взрослых, и обычно исчерпывается патологическим фантазированием, страхами, расстройствами двигательной сферы и речи. Могут присутствовать расстройства сна и аппетита, расстройства поведения, кошмары, симптомы вегетативной дисфункции. Часто наблюдаются необычные фантазии, в частности, игровые перевоплощения, могут наличествовать тики, нарушения самоосознавания, стёртые аффективные нарушения (расстройства настроения), стереотипии поведения.
В начальной (инициальной) стадии болезни у ребёнка могут проявляться проблемы с учёбой, сном, концентрацией внимания, он может начать избегать общения. Во время психоза возможно появление галлюцинаций, бреда, речь ребёнка может стать бессвязной, мысли могут перескакивать с одной на другую без какой бы то ни было логической связи.
У детей могут возникнуть любые формы (типы) шизофрении, даже параноидная, которой свойственно проявляться обычно в зрелом возрасте. При параноидной шизофрении у детей наблюдается лишь больший полиморфизм и рудиментарность (недоразвитость форм) психопатологических синдромов, однообразие и бедность аффективных проявлений. Может наблюдаться бредоподобное фантазирование, которое затем может прогрессировать, превращаясь в бред, иногда с психическими автоматизмами и псевдогаллюцинациями. Галлюцинации при параноидной шизофрении у детей нестойки, рудиментарны и фрагментарны. К примеру, при галлюцинациях ребёнок «видит» горящие глаза, чёрную руку, уродливое лицо и так далее.
Самый редкий тип течения шизофрении у детей — рекуррентная шизофрения (5 % всех случаев детской и в 15 % случаев подростковой шизофрении).
Редко встречается бред воображения, в основе которого - вымыслы патологического воображения и конфабуляции, данное явление называется «ретроградной мифоманией». Ретроградная мифомания встречается обычно у детей 9—10 лет. В целом бред при детском типе шизофрении беден по систематизации и логической проработке, беден по структуре и словесному оформлению. Содержание бреда отражает наивность и детские интересы.
При очень раннем начале шизофрении (до 6 лет) галлюцинации элементарны, а вместо бреда обычно бредоподобное фантазирование. У детей с шизофренией 3—6 лет простые и эпизодичные галлюцинации обычно возникают в просоночном состоянии, реже в дневное время, при этом они чувствуют тревогу, страх или безотчётный ужас. Слуховые галлюцинации обнаружены впервые у детей 3—4 лет в форме акоазмов: «стук», «петушиный крик», «бой часов». У детей 5—6 лет слуховые галлюцинации уже чуть сложнее: «говорят непонятное», «кто-то плачет», двое детей услышали «в ушах разговор» — «голос», который сказал «ты умрёшь».
А. В. Снежневский отмечал, что единство νόσος (нозос) и πάθος (патос) отчётливо видно при детском типе шизофрении, так как её клинические проявления включают не только шизофренические расстройства, но и признаки задержки или даже остановки психического развития.

## Диагноз
У детей используются критерии диагноза шизофрении для взрослых.

## Эпидемиология
Шизофренические расстройства у детей встречаются редко (у 1 из 10 000—30 000 детей). Мальчиков болеет в два раза больше, чем девочек. Это связано с более ранним возникновением болезни у мальчиков примерно на 5 лет по сравнению с девочками. Родителям очень трудно смириться с диагнозом шизофрении на раннем этапе, в основном из-за стигмы, связанной с ней.
В то время как очень ранняя шизофрения является редким событием, с распространенностью около 1:10000, раннее начало шизофрении проявляется чаще с предполагаемой распространенностью 0,5 %.

## Дизонтогенез и регресс
Шизофренический процесс препятствует нормальному развитию ребёнка, вызывая задержку психического развития или психический дизонтогенез. Происходит регресс или остановка становления психических функций (например, остановка, задержка или регресс речи). Чем раньше начало болезни, тем более грубые нарушения развития. При очень раннем начале (1—2 года) формируется олигофреноподобный дефект, сходный по признакам с врождённой умственной отсталостью.
Может происходить регресс моторики, поведенческих навыков, при раннем возрасте — черты задержки интеллектуального развития

## Этиология (причина)
Нет никакой известной причины или причин шизофрении, однако это наследуемое расстройство.
Несколько факторов окружающей среды, включая перинатальные осложнения и пренатальные материнские инфекции, могут вызывать шизофрению. Эти факторы в большей степени или частоте могут привести к более раннему началу шизофрении. Возможно, генетическая предрасположенность также является важным фактором, сообщалось о семейных психических заболеваниях у лиц с детской шизофренией.

### Нейроанатомия
Исследования нейровизуализации обнаружили различия между использующими лекарства мозгами людей с шизофренией и мозгами обычного человека, хотя исследование не знает причины появления различий. У детей с шизофренией наблюдается более высокая потеря мозгового серого вещества в подростковом возрасте.

## Дифференциальный диагноз
Важен дифференциальный диагноз с детским аутизмом или инфантильным аутизмом и шизоидным расстройством личности.
При детском типе шизофрении, в отличие от детского аутизма (F84.0), отмечается:
- появление проблем в более позднем возрасте (при детском/инфантильном аутизме нарушенное развитие проявляется в возрасте до 3 лет);
- наличие бреда и галлюцинаций (при детском аутизме их нет);
- менее серьёзное нарушение социального взаимодействия, общения и развития речи;
- менее серьёзное нарушение интеллектуального развития;
- наличие рецидивов и ремиссий.

## Формы течения шизофрении
Исследованиями Научного центра психического здоровья РФ, было установлено, что формы течения шизофрении взрослых людей могут применяться и к детям. В классификации форм течения шизофрении, в том числе для детей, выделяются:
- приступообразно-прогредиентная, также называемая шубообразной (от нем. Schub «приступ»), — c приступами и межприступными интервалами, с нарастанием негативной симптоматики;
- непрерывнотекущая шизофрения — шизофрения с непрерывным течением (злокачественная, параноидная, вялотекущая);
- рекуррентная — периодическая, протекающая в виде приступов.

«Вялотекущая» (она же «малопрогредиентная») — устаревший термин, использовавшийся НЦПЗ.

## Классификации психических расстройств

### Международная классификация болезней
В Международной классификации болезней 8-го пересмотра 1967 года в разделе шизофрении (295) была категория (295.8) «Другое». «Другое» (Other) включает в себя: атипичные формы шизофрении (atypical forms of schizophrenia), инфантильный аутизм (infantile autism), шизофрению, детский тип, БДУ (schizophrenia, childhood type, NOS), шизофрению указанного типа, не классифицированного по 295.0—295.7 (schizophrenia of specified type not classifiable under 295.0—295.7), шизофреноформный припадок или психоз (schizophreniform attack or psychosis).
В Международной классификации болезней 9-го пересмотра (МКБ-9), адаптированная для использования в СССР рубрика «шизофрения, детский тип» носила код 299.91. В оригинальной МКБ-9 на английском 1977 года издания «детский тип шизофрении» (англ. childhood type schizophrenia) кодировался кодом 299.9. Рубрика 299.9 предназначалась для «неуточнённых психозов с началом специфичным для детского возраста», в неё включалась: 1) детский психоз БДУ, 2) шизофрения, детский тип БДУ, 3) шизофренический синдром детства БДУ.
В адаптированной для использования в Российской Федерации версии МКБ-10 детский тип шизофрении включается в раздел F20.8 (другой тип шизофрении), её код — F20.8xx3. В данную подрубрику включаются случаи шизофрении, которые начинаются в детском возрасте и характеризуются своеобразием и полиморфизмом клинической картины. Включаются также возникающие в раннем детстве случаи шизофрении с выраженным олигофреноподобным дефектом (схожая с олигофренией выраженная задержка психического развития).

### Диагностическое и статистическое руководство по психическим расстройствам
В американском Диагностическом и статистическом руководстве по психическим расстройствам 2-го издания (DSM-II) «шизофрения, детский тип» кодировалась кодом 295.8. Код 295.8, обозначенный как «шизофрения, детский тип», предназначен только для США. Код МКБ-8 295.8 — «Шизофрения, другое». Основные характеристики детской шизофрении, описанные в руководстве: наступление до половой зрелости, аутистичное и замкнутое поведение, неспособность развития идентичности отдельно от матери, инфантильность, неадекватность в развитии.
«Шизофрения, детский тип» была успешно удалена из DSM-III (1980), а в Приложении «C» Американская психиатрическая ассоциация написала: «в настоящее время нет способа предсказать, какие дети будут развивать шизофрению как взрослые». Вместо детской шизофрении они предложили использовать «инфантильный аутизм» (299.0x) и «первазивное расстройство развития с началом в детстве» (299.9x).
В DSM-III-R (1987), DSM-IV (1994), DSM-IV-TR (2000), DSM-5 (2013) нет «детской шизофрении». Обоснованием такого подхода было то, что, поскольку клиническая картина шизофрении взрослых и детской шизофрении одинакова, детская шизофрения не должна быть отдельным расстройством.

«Психотические особенности шизофрении обычно возникают между „поздним подростковым“ и „серединой 30-х годов“; начало до подросткового возраста встречается редко. Пиковый возраст начала первого психотического эпизода — в начале-середине 20-х годов для мужчин и в конце 20-х годов для женщин.»
— American Psychiatric Association. DSM-5. Schizophrenia Spectrum and Other Psychotic Disorders: Schizophrenia. 295.90 (F20.9)

## Терапия
Больным с диагнозом «детский тип шизофрении» назначают антипсихотические препараты. Хоть воздействие данных лекарств на детей значительно менее изучено, чем на взрослых, они широко используются при лечении данного заболевания. Антипсихотическое действие лекарств проявляется обычно не сразу, а через несколько дней или недель: симптомы шизофрении (например, «голоса», странные ассоциации) ослабевают, а иногда полностью исчезают. В относительно редких случаях антипсихотические препараты не оказывают никакого действия.
Существующие методы лечения детской шизофрении следуют аналогичному подходу к лечению шизофрении у взрослых. Хотя способы лечения в этой популяции в значительной степени недооцениваются, использование антипсихотических лекарств обычно является первой линией при лечении симптомов психоза.
Мадаан пишет, что исследования сообщают об эффективности типичных нейролептиков, такие как тиоридазин, тиотиксен, локсапин и галоперидол, очень большая частота побочных эффектов, таких как экстрапирамидные симптомы, акатизия, дистония, седация, повышенный пролактин, поздняя дискинезия.